# HAT-P-32b
HAT-P-32b là một hành tinh trên quỹ đạo của ngôi sao loại G hoặc loại F HAT-P-32, cách Trái Đất khoảng 950 năm ánh sáng trong chòm sao Tiên Nữ . HAT-P-32b lần đầu tiên được công nhận là một hành tinh có thể bởi Dự án HATNet tìm kiếm hành tinh vào năm 2004, mặc dù những khó khăn trong việc đo Vận tốc xuyên tâm của nó đã ngăn các nhà thiên văn xác minh hành tinh này cho đến sau ba năm quan sát. Chương trình Blendanal đã giúp loại bỏ hầu hết các lựa chọn thay thế có thể giải thích HAT-P-32b là gì, các nhà thiên văn học hàng đầu xác định rằng HAT-P-32b rất có thể là một hành tinh. Việc phát hiện ra HAT-P-32b và HAT-P-33b đã được gửi tới một tạp chí vào ngày 6 tháng 6 năm 2011.
Hành tinh này được coi là một Sao Mộc nóng, và mặc dù nó có khối lượng nhỏ hơn một chút so với Sao Mộc, nhưng nó có kích thước gần gấp đôi Sao Mộc. Vào thời điểm phát hiện ra nó, HAT-P-32b có một trong những bán kính lớn nhất được biết đến trong số các hành tinh ngoài hệ mặt trời. Hiện tượng này, cũng đã được quan sát thấy ở các hành tinh như WASP-17b và HAT-P-33b, đã chỉ ra rằng một cái gì đó hơn nhiệt độ đang ảnh hưởng đến lý do tại sao các hành tinh này trở nên quá lớn.

## Khám phá
Có ý kiến cho rằng một hành tinh nằm trong quỹ đạo của ngôi sao HAT-P-32 vào đầu năm 2004; những quan sát này được thu thập bởi Dự án HATNet sáu kính viễn vọng, một tổ chức tìm kiếm các hành tinh chuyển tiếp hoặc các hành tinh đi qua phía trước các ngôi sao chủ của chúng khi nhìn từ Trái đất. Tuy nhiên, những nỗ lực để xác nhận ứng cử viên hành tinh là vô cùng khó khăn vì mức độ dao động cao (độ lệch ngẫu nhiên, rung lắc trong các phép đo Vận tốc xuyên tâm của HAT-P-32) có trong các quan sát của ngôi sao. Sự dao động ở mức độ cao đã ngăn cản kỹ thuật phổ biến nhất, đó là phân tích bisector, tiết lộ vận tốc hướng tâm của ngôi sao với đủ sự chắc chắn để xác nhận sự tồn tại của hành tinh.
Phổ HAT-P-32 được thu thập bằng cách sử dụng đồng hồ tốc độ kỹ thuật số trên Đài quan sát Fred Lawrence Whoop (FLWO) của Arizona. Phân tích dữ liệu cho thấy HAT-P-32 là một ngôi sao lùn quay đơn, vừa phải. Một số thông số của nó cũng được dẫn xuất, bao gồm nhiệt độ hiệu quả và trọng lực bề mặt.
Từ tháng 8 năm 2007 đến tháng 12 năm 2010, hai mươi tám quang phổ đã được thu thập bằng Máy quang phổ Echelle Độ phân giải cao (HIRES) tại Đài thiên văn WM Keck ở Hawaii. Hai mươi lăm trong số các quang phổ này đã được sử dụng để suy ra vận tốc hướng tâm của HAT-P-32. Để bù cho jitter, một số lượng phổ lớn hơn so với thông thường đối với các ứng cử viên hành tinh đã được thu thập. Từ đó, người ta đã kết luận rằng hoạt động của sao (và không có sự hiện diện của các hành tinh chưa được khám phá) là nguyên nhân của sự hốt hoảng.
Do các nhà thiên văn học kết luận rằng việc sử dụng vận tốc hướng tâm không thể, một mình, tạo ra sự tồn tại của hành tinh HAT-P-32b, thiết bị KeplerCam CCD trên kính viễn vọng 1,2m của FLWO đã được sử dụng để quan sát trắc quang HAT-P-32. Dữ liệu được thu thập bằng KeplerCam CCD đã giúp các nhà thiên văn học xây dựng đường cong ánh sáng của HAT-P-32. Đường cong ánh sáng hiển thị độ mờ nhẹ tại điểm HAT-P-32b được cho là vận chuyển ngôi sao của nó.
Các nhà thiên văn học đã sử dụng Blendanal, một chương trình được sử dụng để loại bỏ khả năng dương tính giả. Quá trình này phục vụ một mục đích tương tự như kỹ thuật Blender, được sử dụng để xác minh một số hành tinh được phát hiện bởi tàu vũ trụ Kepler. Khi làm như vậy, chữ ký giống như hành tinh của HAT-P-32 đã được tìm thấy không phải do hệ thống ba sao phân cấp hoặc do hỗn hợp ánh sáng giữa một ngôi sao đơn sáng và ngôi sao nhị phân ở hậu cảnh. Mặc dù khả năng HAT-P-32 thực sự là một ngôi sao nhị phân có bạn đồng hành phụ mờ gần như không thể phân biệt được với người bạn đồng hành chính không thể loại trừ, HAT-P-32b được xác nhận là một hành tinh dựa trên phân tích Blendanal.
Do độ giật cao của ngôi sao, cách tốt nhất để thu thập thêm dữ liệu về HAT-P-32b là quan sát sự huyền bí của HAT-P-32b đằng sau ngôi sao của nó bằng Kính viễn vọng Không gian Spitzer.
Phát hiện của HAT-P-32b đã được báo cáo với phát hiện của HAT-P-33b trên Tạp chí Vật lý thiên văn.

## Ngôi sao chủ
HAT-P-32, hoặc GSC 3281-00800, là một ngôi sao đôi; ngôi sao chính là ngôi sao lùn loại G hoặc loại F  và ngôi sao thứ cấp là ngôi sao lùn loại M . Hệ thống được đặt 292 parsec (950 ly)  cách xa Trái đất. Với 1.176 khối lượng mặt trời và 1.387 bán kính mặt trời, HAT-P-32A vừa lớn hơn và nặng hơn Mặt trời. Nhiệt độ hiệu quả của HAT-P-32A là 6,001 K, khiến nó nóng hơn Mặt trời một chút, mặc dù nó trẻ hơn, ở tuổi ước tính 3,8 tỷ năm, do đó bắt đầu phản ứng tổng hợp hạt nhân trong lõi không lâu sau khi Archean eon bắt đầu 4.031 ± 0,003 tỷ năm trước. HAT-P-32A nghèo kim loại; tính kim loại đo được của nó là [Fe / H] = -0,16, có nghĩa là nó có 69% hàm lượng sắt của Mặt trời. Trọng lực bề mặt của ngôi sao được xác định là 4,22, trong khi độ sáng của nó cho thấy nó phát ra gấp 2,43 lần năng lượng mà Mặt trời phát ra. Các tham số này được thông qua với điều kiện hành tinh HAT-P-32b có quỹ đạo không đều (lệch tâm).
HAT-P-32 có cường độ rõ ràng là 11.197, khiến nó không thể nhìn thấy bằng mắt thường. Tìm kiếm một ngôi sao đồng hành nhị phân sử dụng quang học thích nghi tại Đài thiên văn MMT đã phát hiện ra một người bạn đồng hành ở khoảng cách 2,9 vòng cung, nhỏ hơn 3,4 độ so với ngôi sao chính.
Một mức độjitter rất cao đã được phát hiện trong phổ của ngôi sao. Có khả năng jitter có thể được gây ra bởi người bạn đồng hành phụ mờ hơn. Thành phần mờ hơn của HAT-P-32 có thể có khối lượng nhỏ hơn một nửa khối lượng Mặt trời , trong khi nó có nhiệt độ 3565±82 K. 
Các hành tinh khác có chu kỳ quỹ đạo nhỏ hơn quỹ đạo của HAT-P-32b có thể có mặt trong hệ thống này. Tuy nhiên, khi khám phá hành tinh được công bố, không có đủ số đo vận tốc hướng tâm được thu thập để xác định xem đây có phải là trường hợp không.

## Đặc điểm
HAT-P-32b là một Sao Mộc nóng có khối lượng 0,941 Jupiter và bán kính 2.037 Jupiter. Nói cách khác, HAT-P-32b có khối lượng nhỏ hơn một chút so với Sao Mộc, mặc dù nó có kích thước gần gấp đôi Sao Mộc. Khoảng cách trung bình của hành tinh từ ngôi sao chủ của nó là 0,0344 AU, tương đương khoảng 3% khoảng cách trung bình giữa Trái đất và Mặt trời. Nó hoàn thành một quỹ đạo cứ sau 2,150009 ngày (51,6 giờ). HAT-P-32b có nhiệt độ cân bằng là 1888 K, nóng hơn mười lăm lần so với nhiệt độ cân bằng của sao Mộc.
Nhiều đặc điểm được mô tả bắt nguồn từ giả định rằng HAT-P-32b có quỹ đạo là hình elip (lệch tâm). Mức phù hợp nhất cho độ lệch tâm quỹ đạo của HAT-P-32b là 0.163, biểu thị quỹ đạo hơi hình elip, mặc dù hiệu ứng jitter quan sát được trong ngôi sao chủ của nó đã khiến cho độ lệch tâm của hành tinh khó tìm thấy chính xác. Những người khám phá cũng đã rút ra được đặc điểm của hành tinh khi cho rằng hành tinh này có quỹ đạo tròn, mặc dù họ đã ưu tiên cho mô hình elip.
Do độ nghiêng quỹ đạo của HAT-P-32b đối với Trái đất là 88,7,, hành tinh này được nhìn thấy gần như cạnh với Trái đất. Nó đã được tìm thấy để quá cảnh ngôi sao chủ của nó.
HAT-P-32b có một trong những bán kính cao nhất được biết đến trong số các hành tinh tại thời điểm phát hiện ra nó. Giống như các hành tinh HAT-P-33b và WASP-17b, được thổi phồng tương tự, cơ chế đằng sau điều này vẫn chưa được biết; nó không chỉ liên quan đến nhiệt độ, được biết là có ảnh hưởng. Điều này đặc biệt rõ ràng khi so sánh với WASP-18b, một hành tinh nóng hơn các hành tinh HAT và WASP đã nói ở trên, bởi vì mặc dù nhiệt độ của nó thấp hơn nhiều so với các hành tinh khác.
Người ta cũng thấy rằng bán kính hành tinh, được quan sát bằng các hành tinh quá độ, thay đổi theo bước sóng. Các bán kính khác nhau cho mỗi bước sóng có thể phát sinh từ một bầu khí quyển nơi khói mù tán xạ Rayleigh được kết hợp với một tầng mây xám.